# Alfred Bessell-Browne
Alfred Bessell-Browne CB, CMG, DSO, avstralski general, * 3. september 1877, † 3. avgust 1947.